# Celebration (Kool & the Gang)
Celebration  è un brano musicale disco-dance, inciso nel 1980 dal gruppo musicale statunitense Kool & the Gang e pubblicato come singolo estratto dall'album Celebrate! Autori del brano sono Claydes Smith, Dennis Thomas, Eumir Deodato, George Brown, J.T. Taylor, Robert Bell, Robert Mickens e Ronald Bell.
Il singolo, prodotto dallo stesso gruppo e da Eumir Deodato e pubblicato su etichetta discografica De-Lite Records, raggiunse il primo posto delle classifiche negli Stati Uniti e in Nuova Zelanda e il terzo in Belgio.
Il brano è stato ripubblicato su singolo in versione remixata nel 1988. Vari artisti hanno inoltre inciso una cover del brano.

## Storia e significato del brano

### Ispirazione e composizione
A ispirare a Ronald Bell, il bassista del gruppo, il testo del brano fu un versetto del Corano, segnatamente quello in cui si parla della creazione di Adamo per opera di Dio.
Il cantante del gruppo racconta che sua madre gli predisse il successo del brano, dicendogli che lo avrebbe cantato per tutto il resto della sua vita.

### Testo
(Celebration (1980))
Il brano è un invito a festeggiare i bei momenti.

## Versione originale

### Tracce
7"
1. Celebration – 3:42
2. Morning Star – 4:16

### Classifiche
| Classifica    | Posizione massima | N. di settimane |
| ------------- | ----------------- | --------------- |
| Belgio        | 3                 | 12              |
| Francia       | 129               | 2               |
| Germania      | 17                | 24              |
| Nuova Zelanda | 1                 | 15              |
| Regno Unito   | 7                 |                 |
| Stati Uniti   | 1                 |                 |
| Svizzera      | 6                 | 7               |

## La versione del 1988
Celebration fu pubblicata in versione remix su singolo nel 1988.
Il disco, uscito in 45 giri e CD, fu prodotto dagli stessi Kool & the Gang e da Eumir Deodato e pubblicato su etichetta Mercury Records.

### Tracce
45 giri
1. Celebration (Remix) – 5:32
2. Rags to Riches – 4:11
3. Celebration – 6:10

CD
1. Celebration (Remix) – 5:29
2. Rags to Riches – 4:11
3. The Throwdown Mix – 10:17

### Classifiche
| Classifica | Posizione massima | N. di settimane |
| ---------- | ----------------- | --------------- |
| Germania   | 40                |                 |

## Cover
Tra gli artisti che hanno inciso o eseguito pubblicamente una cover di Celebration, figurano (in ordine alfabetico):
- Bad Influence (2000)
- DJ Bobo
- Andreas Elsholz
- Sydney Gay & Lesbian Choir (1997)
- Hitboutique (2011)
- Kidz-DJ (versione in olandese intitolata Wij gaan op vakantie![6])
- Kuhl un de Gäng (versione in tedesco intitolata Fastelovend am Rhing[6])
- Thomas Mato Blanchot feat. Wawa[non chiaro] (2007)
- M.C. Miker 'G' & Deejay Sven
- Kylie Minogue (1992)
- Party Animals (1996)
- Laura Pausini (versione live eseguita il 27 novembre 2012)[5]
- Sugar Beats (1997)
- The Surffreakers
- Voice Male (1997)

### La cover di Kylie Minogue
Una cover di Celebration fu incisa nel 1992 dalla cantante australiana Kylie Minogue e pubblicata su 45 giri prodotto da Mike Stock e Pete Waterman.

#### Tracce
7"
1. Celebration – 3:50
2. Let's Get To It – 3:55

#### Classifiche
| Classifica  | Posizione massima | Nr. di settimane |
| ----------- | ----------------- | ---------------- |
| Australia   | 21                | 8                |
| Belgio      | 26                | 6                |
| Stati Uniti | 20                |                  |

## Aneddoti legati al brano
Il brano fu suonato nel 1981 per dare il bentornato a 52 americani, liberati dopo essere rimasti ostaggio in Iran.

## Il brano nella cultura di massa

### Cinema e fiction
- Il brano è stato inserito in un episodio della serie Una mamma per amica (Gilmore Girls)[4]
- Il brano è presente nel film del 2007 Mr. Bean’s Holiday
- Il brano è stato inserito nel film del 2010, con protagonista Julia Roberts, Mangia prega ama (Eat Pray Love)[4]
- il brano è stato inserito nel film di animazione del 2012 Ralph Spaccatutto (Wreck It Ralph)[4]